# وزیر اکبرخان، کابل

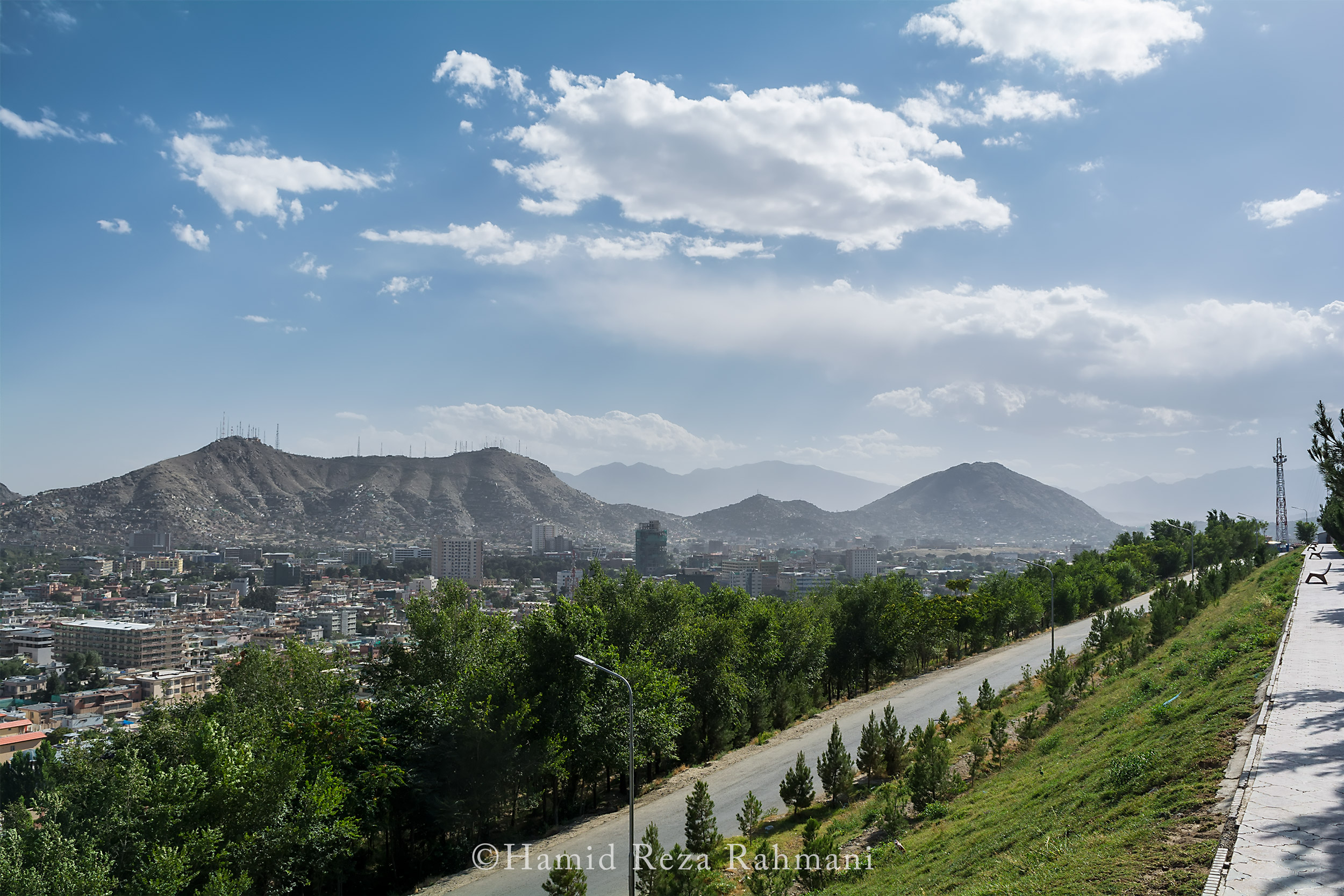
نمایی از شهر کابل از فراز تپه بی‌بی مهرو در منطقه وزیر اکبرخان.

وزیر اکبرخان نام محله‌ای اعیان‌نشین در مرکز شهر کابل، پایتخت افغانستان است. این منطقه به‌افتخار محمد اکبرخان نام‌گذاری شده‌است.
ارگ ریاست‌جمهوری افغانستان در محله وزیر اکبرخان واقع شده‌است. محله وزیر اکبرخان، هم‌چنین محل استقرار دفاتر بسیاری از مؤسسات خارجی و سازمان‌های بین‌المللی مستقر در کابل و میزبان شماری از سفارت‌های خارجی است. سفارت‌های بسیاری از کشورها از جمله نروژ   ، کانادا، فرانسه، آلمان، چین، بلغارستان، ترکیه، و امارات متحده عربی  در منطقه وزیراکبرخان واقع شده‌اند. هم‌چنین مرکز فرهنگی فرانسه و بیشتر دفاتر خبرگزاری‌های خارجی در محله وزیر اکبرخان واقع شده‌اند.
بلندترین پرچم افغانستان بر فراز تپهٔ بی‌بی مهرو در منطقه وزیر اکبرخان کابل برافراشته است.
شفاخانه نظامی سردار محمد داوود و ریاست ارتباطات خارجی وزارت دفاع افغانستان در منطقه وزیر اکبرخان واقع شده‌است.

## امکانات عمومی
پارک وزیر اکبرخان به جادۀ ۱۴ وزیر اکبرخان منتهی می‌شود.

## ساکنین مشهور
- برهان‌الدین ربانی[۱۶]